# La vie est un long fleuve tranquille
La vie est un long fleuve tranquille je francouzský hraný film z roku 1988, který režíroval Étienne Chatiliez.

## Děj
Zdravotní sestra Josette, ze zlosti na svého šéfa a milence, doktora Maviala, který raději stráví Vánoce se svou ženou než s ní, záměrně zamění dva novorozence. Momo (Maurice), který ve skutečnosti patří k bohaté a vzdělané rodině Le Quesnoyů, vyrůstá s chudými a asociálními Groseilleovými, zatímco Bernadette po záměně žije s rodinou Le Quesnoy z vyšší třídy.
Až po dvanácti letech vychází pravda najevo. Když si doktor Mavial dokonce ani po smrti své ženy nemá v úmyslu vzít za manželku Josette, ta píše tři dopisy. Dvěma rodinám vyměněných kojenců a doktorovi Mavialovi, ve kterém se zpovídá ze svého činu.
Pan Le Quesnoy se poté rozhodne přimět Momo, aby s ním bydlel. Nabídne Groseilleovým 20 000 franků, pokud mu dají Momo. Groseilleovi tuto nabídku rádi přijmou, protože jsou již delší dobu ve finančních potížích a Le Quesnoy si může vzít svého syna domů. Zpočátku se zdá, že je vše v pořádku, protože Momo se dobře zabydluje, ale stýská se mu po bývalé rodině a často ji i své staré přátele navštěvuje.
Řekne Bernadette, kdo jsou její skuteční rodiče, a ta uteče a je zatčena policií.
V poslední scéně jsou doktor Mavial a Josette společně na pláži. Dívá se na moře, usmívá se a je spokojená, zatímco Mavial sedí unavený a zhroucený v křesle. Scénu doprovází šanson Paris en colère v podání Mireille Mathieu.

## Obsazení
| Benoît Magimel    | Momo Groseille/Le Quesnoy |
| Valérie Lalande   | Bernadette Le Quesnoy     |
| Hélène Vincent    | Marielle Le Quesnoy       |
| André Wilms       | Jean Le Quesnoy           |
| Christine Pignet  | paní Groseille            |
| Claire Prévost    | Roselyne Groseille        |
| Daniel Gélin      | doktor Mavial             |
| Catherine Hiegel  | Josette                   |
| Patrick Bouchitey | páter Auberger            |
| Catherine Jacob   | Marie-Thérès              |

## Ocenění
- César: vítěz v kategoriích nejlepší filmový debut, nejlepší scénář (Étienne Chatiliez a Florence Quentin), nejlepší herečka ve vedlejší roli (Hélène Vincent) a nejslibnější herečka (Valérie Lalonde); nominace v kategoriích nejlepší film, nejlepší herec ve vedlejší roli (Patrick Bouchitey) a nejlepší kostýmy (Elisabeth Tavernier)